# Sadzawki (Siemianowice Śląskie)
Sadzawki – część Siemianowic Śląskich, położona w południowo-wschodniej części miasta, w dzielnicy Centrum, przy granicy z Czeladzią i Katowicami.
Osada ta pierwotnie składała się z kilku domów, przy których znajdowały się stawy, a jej istnienie potwierdzają dokumenty z 1720 roku. 20 kwietnia 1873 roku na Sadzawkach urodził się Wojciech Korfanty. Sadzawki tworzą obecnie budynki pochodzące z różnego okresu. Główną ulicą przebiegającą przez dzielnicę jest ulica Mysłowicka. W rejonach statystycznych nr 277450 i 277440, obejmujących obszar Sadzawek mieszkało według spisu z 2011 roku odpowiednio 531 i 820 osób, czyli łącznie 1351 mieszkańców.

## Geografia
Sadzawki znajdują się w południowo-wschodniej części Siemianowic Śląskich, w dzielnicy Centrum. Obejmują obszar położony na wschód od skrzyżowania ulic Powstańców, Jana Kilińskiego i Cmentarnej, ciągnący się w kierunku Dąbrówki Małej w Katowicach. Od strony południowej granice stanowią tory kolejowe, za którymi znajdował się Srokowiec .
Według podziału fizycznogeograficznego Jerzego Kondrackiego dzielnica znajduje się w mezoregionie Wyżyna Katowicka. Pod względem geologicznym znaczną część powierzchni dzielnicy budują rezydua glin zwałowych wykształconych w plejstocenie, natomiast wschodnie części – piaski i żwiry wodnolodowcowe wykształcone w czasie zlodowacenia środkowopolskiego.
Sadzawki są położone w całości w dorzeczu Wisły, w zlewni Rowu Śmiłowskiego, który jest dopływem Brynicy. Rów ten stanowi pozostałość płynącej dawniej rzeki, która w XVII-wiecznym dokumencie wymieniana jest jako Krzetka. Na obszarze Sadzawek w przeszłości znajdowały się stawy. Podobnie jak cały region, Sadzawki leżą w strefie klimatu umiarkowanego, w śląsko-dąbrowskiej dzielnicy klimatycznej. W rejonie dzielnicy nie ustanowiono żadnych powierzchniowych form ochrony przyrody i pomników przyrody. Na północ od Sadzawek, przy granicy z Czeladzią znajduje się resztka lasu siemianowickiego, który stanowi część dawnej puszczy. Spod tego lasu wydobywano piasek podsadzkowy.

## Historia i architektura

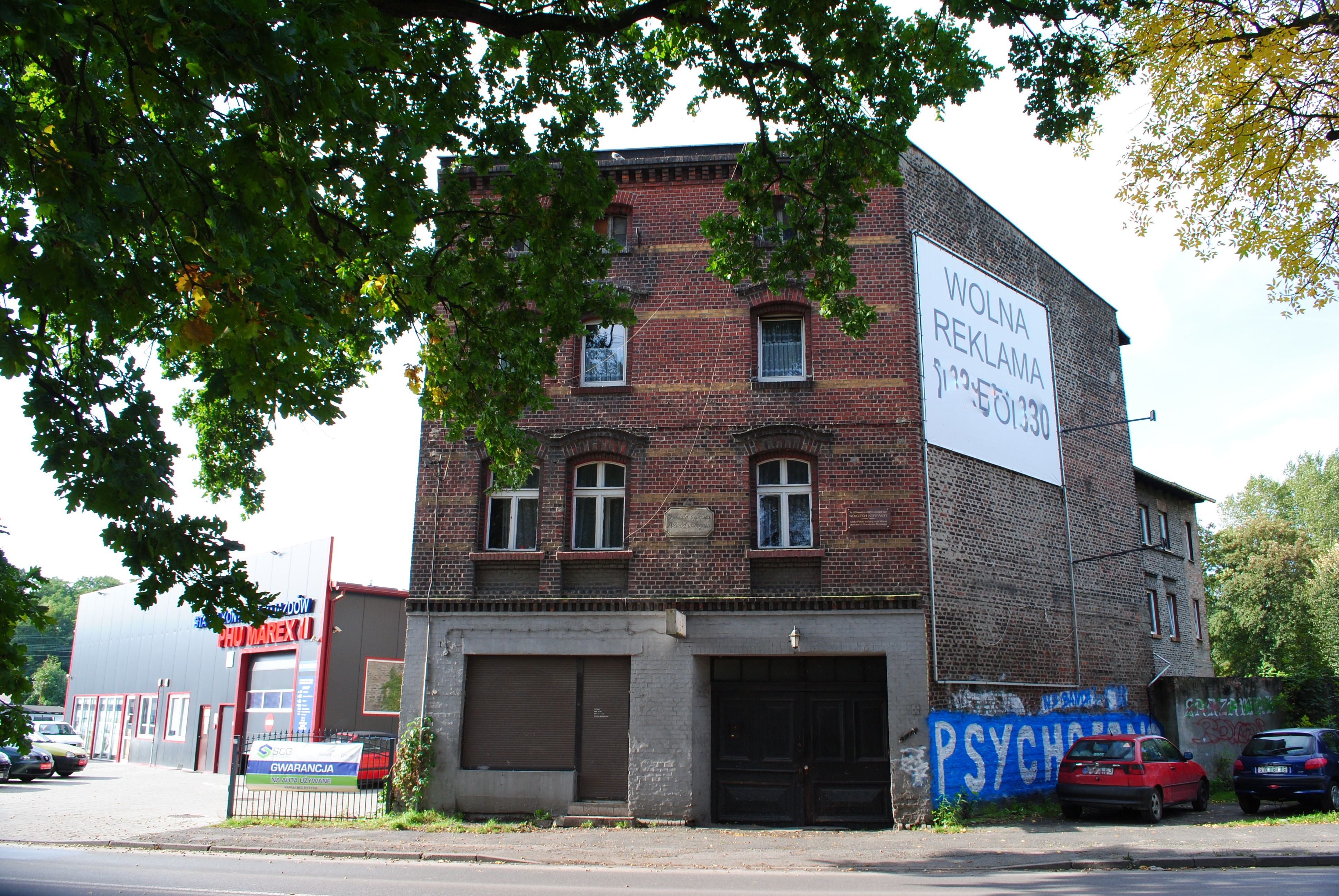
Dom rodziny Korfantych przy ulicy Mysłowickiej 3

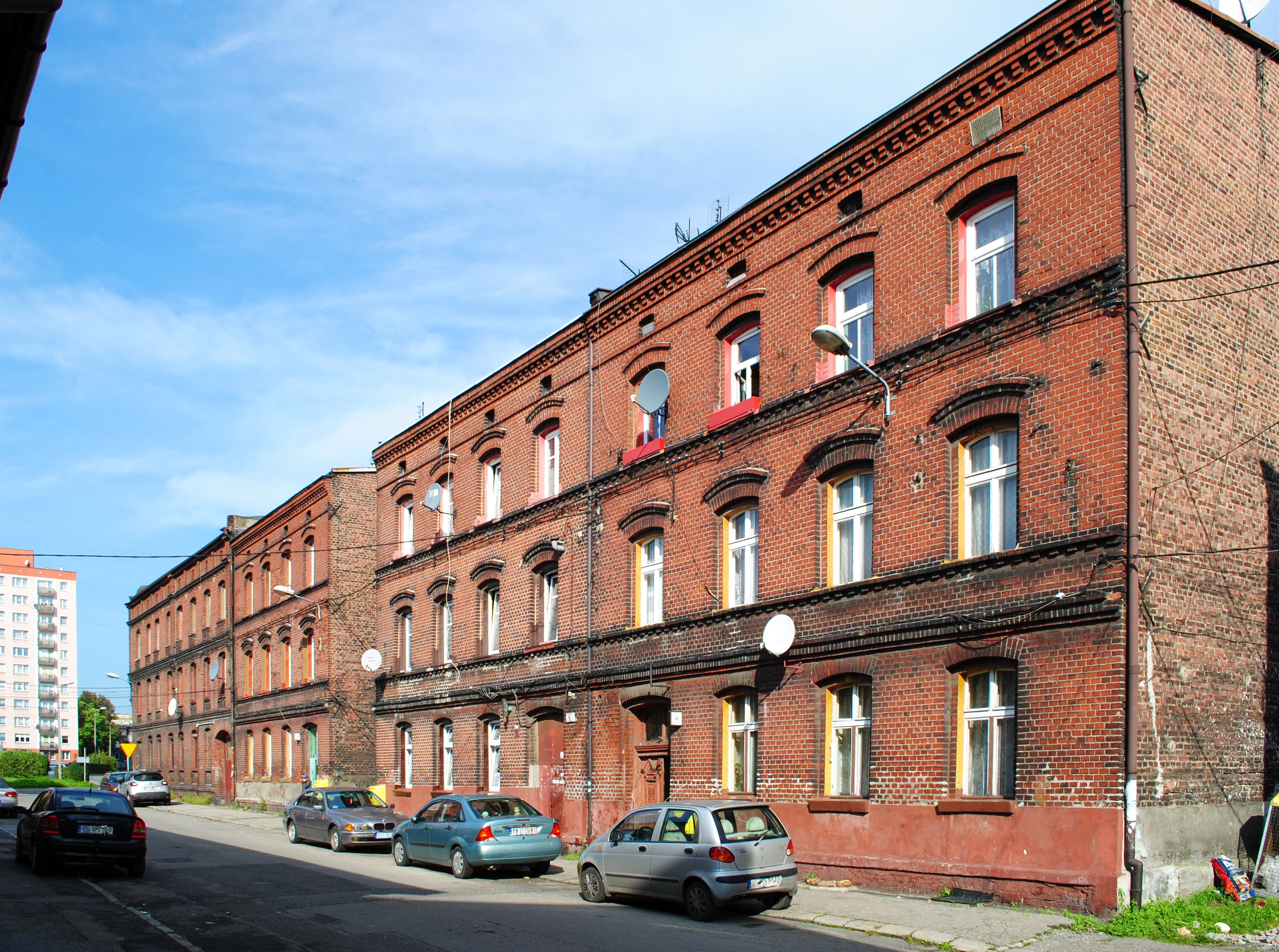
Zabudowa przy ulicy Brzozowej

Istnienie miejscowości potwierdzają dokumenty z 1720 roku, lecz jako przysiółek Sadzawki istniały prawdopodobnie już na początku XVII wieku. Pierwotnie składały się ze stawów rozpłodowych, przy których znajdowała się grupa domów. Okolicę tę nazywano również Kopaninami z uwagi na to, że niegdyś było to miejsce wyrębu lasu.
Nazwa miejscowości Sadzawki pochodzi prawdopodobnie od słowa sadz, które dawniej oznaczało staw rybny bądź też sadzawki będące pozostałościami po wyrobiskach kopalni piasku, które działały w rejonie osady.
W 1803 roku na polach Michałkowic II, na południowy zachód od Sadzawek, powstała kopalnia węgla kamiennego Fanny, założona przez Rheinbabenów. W pierwszej połowie XIX wieku mieszkańcy Sadzawek przynależeli do michałkowickiej parafii św. Michała Archanioła.
Na Sadzawkach 20 kwietnia 1873 roku urodził się Wojciech Korfanty. Dom rodziny Korfantych – należący do bliskich krewnych Wojciecha – znajduje się przy ulicy Mysłowickiej 3. Znajdują się na nim tabliczki z inskrypcjami, jednak faktycznym domem narodzin Wojciecha Korfantego był stojący w głębi budynek, który był prawdopodobnie niską chłopską chatą.
W 1885 roku Sadzawki składały się z dwóch kolonii zamieszkiwanych przez 314 i 536 osób. Na początku XX wieku Sadzawki były częścią obszaru dworskiego Siemianowice II. Zabudowa Sadzawek powstawała w różnym czasie. W rejonie ulicy Mysłowickiej na odcinku od ulicy Cmentarnej do ulicy J. Słowackiego znajdowały się parterowe domy, a dalej na wschód trzy trójkondygnacyjne budynki istniejące do dziś, położone przy ulicy Mysłowickiej 24-26, zwane Pańskimi domami. Naprzeciwko nich powstała kolonia Wojewódzka. W latach powojennych wybudowano budynki mieszkalne przy ulicy Kolejowej, pojedyncze bloki przy ulicy Brzozowej i ulicy Piaskowej, a także dyskont, stację benzynową i inne obiekty przemysłowo-usługowe. Wzdłuż ulicy Mysłowickiej od skrzyżowania z ulicą Srokowiecką do ulicy Powstańców po II wojnie światowej wyburzono sporą część zabudowy .

## Transport

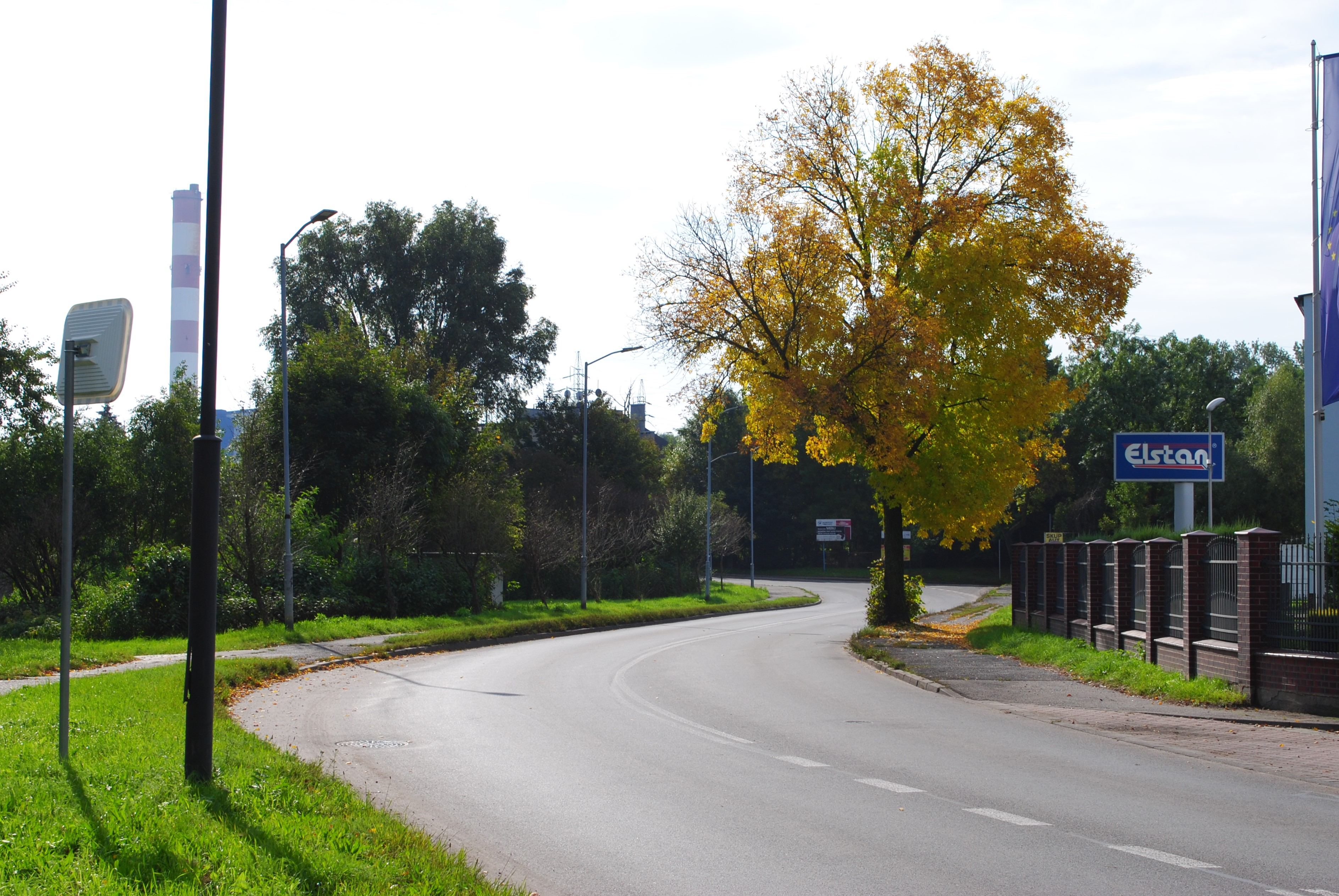
Ulica Mysłowicka na Sadzawkach

Główne ulice w Sadzawkach to: Brzozowa, Cmentarna, Mysłowicka, Sadzawki, Piaskowa i Juliusza Słowackiego. Ulica Mysłowicka łączy miejscowość z Katowicami – jej przedłużeniem jest ulica Strzelców Bytomskich. Sadzawki sąsiadują z linią kolejową nr 161 relacji Katowice Szopienice Północne–Chorzów Stary, na której prowadzony jest jedynie ruch towarowy. Linia ta została oddana do użytku 1 lutego 1870 roku.
Dzielnicę obsługują autobusy transportu miejskiego, obsługiwanego na zlecenie Zarządu Transportu Metropolitalnego. Według stanu ze stycznia 2021 roku, z przystanku Siemianowice Powstańców kursują następujące linie: 30N, 50, 72, 74, 91, 96, 98 i 222. Linie te łączą Sadzawki ze wszystkimi dzielnicami Siemianowic Śląskich, a także z ościennymi miastami, w tym z Bytomiem, Chorzowem, Katowicami, Piekarami Śląskimi i Rudą Śląską. Ponadto na Sadzawkach zlokalizowana jest pętla autobusowa Siemianowice Powstańców Pętla, gdzie kończą swój bieg linie 50 i 98.
Na Sadzawkach znajduje się rozbudowana infrastruktura rowerowa. Przy ulicy Mysłowickiej znajduje się stacja Siemianowickiego Roweru Miejskiego, obsługiwana przez firmę Nextbike Polska, a do końca 2020 roku powstała tutaj trasa rowerowa biegnąca przez ulicę Mysłowicką, ogródki działkowe i ulice: Brzozową i Cmentarną. Na ulicy Mysłowickiej powstało ponadto centrum przesiadkowe składające się z wiat i boksów rowerowych.

## Gospodarka i instytucje

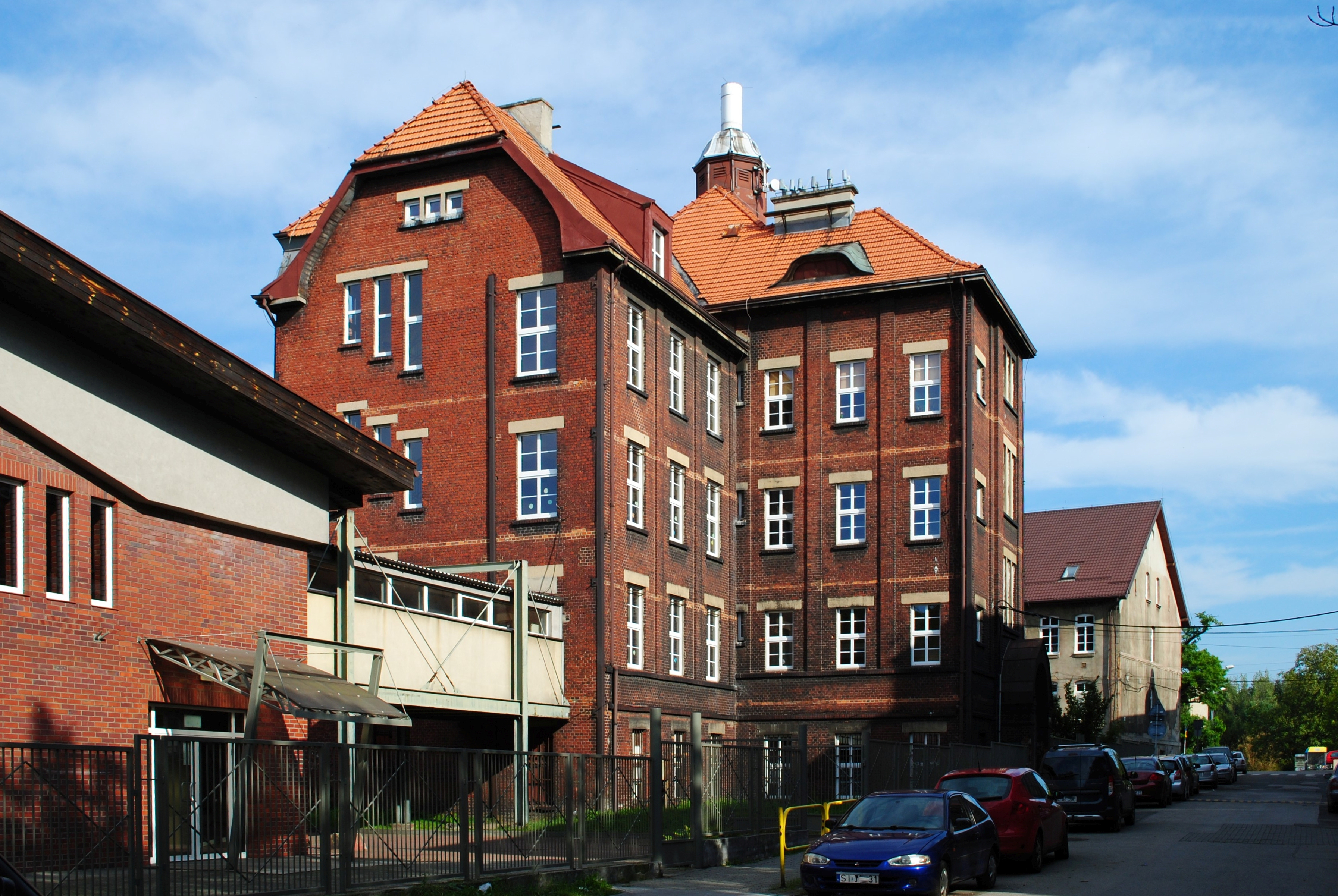
Szkoła Podstawowa nr 11 im. J. Słowackiego przy ul. J. Słowackiego 5

Do większych przedsiębiorstw znajdujących się na terenie Sadzawek, według stanu ze stycznia 2021 roku, należą: piekarnia-cukiernia Artur Fonfara, hurtownia elementów stalowych Centurion, firma budowlana ELSTAN, oraz stacja kontroli pojazdów MAREX II. Znajduje się tu też dyskont sieci Biedronka, a także stacja paliw Lotos.
W okolicy Sadzawek funkcjonowały wysypiska odpadów komunalnych – pierwsze z nich w latach 60. i 70. XX wieku, a drugie przy granicy z Czeladzią w rejonie ulicy Cmentarnej. Odpady z wysypisk zasypały stawy Kanalówa i Granica .
Jedyną placówką edukacyjną w Sadzawkach jest Szkoła Podstawowa nr 11 im. Juliusza Słowackiego z siedzibą przy ulicy Słowackiego 5. Budowę szkoły na Sadzawkach rozpoczęto w 1903 roku. 12 grudnia 1904 roku utworzono szkołę nr 3. Z powodu tworzenia nowych klas rozpoczęto budowę nowego gmachu, zaprojektowanego przez P. Tobla. Poświęcenie nowej szkoły odbyło się 22 kwietnia 1914 roku. Obydwa budynki stanowiły jedną szkołę do 16 sierpnia 1934 roku, kiedy to podzielono ją na Szkołę Powszechną Koedukacyjną nr 8 i Szkołę Powszechną Koedukacyjną nr 11. 21 sierpnia 1975 roku połączono Szkołę Podstawową nr 8 im. Stanisława Staszica i Szkołę Podstawową nr 11 im. Juliusza Słowackiego, przejmując drugą nazwę. W marcu 2011 roku szkoła składała się z 14 sal klasowych, w których uczyło się 383 uczniów w 18 oddziałach klasowych. Ponadto funkcjonowała wówczas biblioteka z ośmioma tysiącami woluminów, gabinety: pedagoga, psychologia i logopedy, świetlica, sala zabaw oraz sala gimnastyczna.
Wierni rzymskokatoliccy z Sadzawek przynależą do parafii Krzyża Świętego.